# Comuna de Czyżew
Czyżew (polaco: Gmina Czyżew) é uma gminy (comuna) na Polónia, na voivodia de Podláquia e no condado de Wysokomazowiecki. A sede do condado é a cidade de Czyżew.
De acordo com os censos de 2004, a comuna tem 6702 habitantes, com uma densidade 54,3 hab/km².

## Área
Estende-se por uma área de 123,4 km², incluindo:
- área agricola: 87%
- área florestal: 7%

## Demografia
Dados de 30 de Junho 2004:
|                      | Total   | Total | Mulheres | Mulheres | Homens  | Homens |
| -------------------- | ------- | ----- | -------- | -------- | ------- | ------ |
|                      | pessoas | %     | pessoas  | %        | pessoas | %      |
| População            | 6702    | 100   | 3348     | 50       | 3354    | 50     |
| Densidade (pop./km²) | 54,3    | 100   | 27,1     | 27,1     | 27,2    | 27,2   |

De acordo com dados de 2002, o rendimento médio per capita ascendia a 1438,53 zł.

## Comunas vizinhas
- Andrzejewo, Boguty-Pianki, Klukowo, Nur, Szepietowo, Szulborze Wielkie, Wysokie Mazowieckie, Zambrów